# Wilgotnica wypukła
Wilgotnica wypukła (Hygrocybe quieta (Kühner) Singer) – gatunek grzybów z rodziny wodnichowatych (Hygrophoraceae). 

## Systematyka i nazewnictwo
Pozycja w klasyfikacji według Index Fungorum: Hygrophoraceae, Agaricales, Agaricomycetidae, Agaricomycetes, Agaricomycotina, Basidiomycota, Fungi.
Po raz pierwszy takson ten zdiagnozował w 1947 r. Robert Kühner nadając mu nazwę Hygrophorus quietus. Obecną, uznaną przez Index Fungorum nazwę nadał mu w 1951 r. Rolf Singer, przenosząc go do rodzaju Hygrocybe.
Synonim naukowy: Hygrophorus quietus Kühner 1947. 
Nazwę polską podała Barbara Gumińska w 1997 r., wcześniej ta sama autorka opisywała ten gatunek pod nazwą wilgotnica łagodna. 

## Występowanie i siedlisko
Opisano występowanie wilgotnicy wypukłej w licznych krajach Europy oraz w stanie Indiana w USA. W Polsce gatunek rzadki. Znajduje się na Czerwonej liście roślin i grzybów Polski. Ma status R – gatunek potencjalnie zagrożony z powodu ograniczonego zasięgu geograficznego i małych obszarów siedliskowych. Znajduje się na listach gatunków zagrożonych także w Czechach, Niemczech, Danii.  
W Polsce pojawia się od sierpnia do października na wydmach i pastwiskach, łąkach na obrzeżach lasów.